# حسام الشعبي
حسام حسين الشعبي (مواليد 1 يوليو 1991) هو لاعب كرة قدم سعودي.

## مسيرة اللاعب
مثل سابقاً نادي الجندل ونادي التضامن ونادي القوس ونادي كميت ونادي شرورة.